# 紫色小叶藓
紫色小叶藓（学名：Epipterygium tozeri）为真藓科小叶藓属下的一个种。